# Abbaye d'Alcobaça
Pour les articles homonymes, voir Alcobaça.
Le monastère de Santa Maria d'Alcobaça, au nord de Lisbonne, Portugal, est fondé au XIIe siècle par le roi Alphonse Ier. Par l'ampleur de ses dimensions, la clarté du parti architectural, la beauté du matériau et le soin apporté à l'exécution, il est considéré comme un chef-d'œuvre de l'art gothique cistercien. Le monastère est imprégné de l'idéal de simplicité ascétique prôné par saint Bernard, une simplicité que les transformations successives apportées au fil des siècles n'ont pas altérée. Il est inscrit au patrimoine mondial de l’humanité de l’UNESCO depuis 1989. Il est déclaré en juillet 2007 comme une des sept merveilles du Portugal.

## Histoire
Le roi Dom Alfonso Henriques, en mars 1147, prend la ville de Santarém aux Maures. Pour remercier Dieu de cette victoire qui lui ouvre la route de Lisbonne, il promet de construire une demeure magnifique pour l’ordre des cisterciens. Il fallut 76 ans pour finir l’ouvrage. Et 60 ans plus tard, le roi Dom Dinis fit construire le cloître principal et ce ne fut qu’en 1252 que le monastère fut inauguré. En 1269, les moines furent les premiers à donner des cours publics.  Érudits, ils s'illustrèrent en particulier en agronomie et organisèrent l'agriculture. Ces moines agronomes entretenaient des rapports étroits avec les souverains portugais qui leur octroyèrent le pouvoir de créer des bourgs par la concession de chartes, afin d'assurer le défrichement et le peuplement des domaines alentour. Au XIIIe siècle, le monastère d'Alcobaça était une congrégation riche et influente, dont l'autorité s'étendait sur des terres fertiles, treize bourgs, quatre ports de mer et deux châteaux. L'Ordre a joué, par intermittences, un rôle très important dans la vie intellectuelle et politique du Portugal. 
Au XVIe siècle, le monastère, tout en poursuivant ses activités éducatives, se distingue dans les arts plastiques, la sculpture notamment, ainsi que l'historiographie : les moines produisent la première histoire du Portugal. Le monastère se dota d'une imprimerie et d'une bibliothèque.   
La façade est rénovée au XVIIIe siècle. 
En 1810, les envahisseurs français pillèrent l'abbaye. Le peu de richesse qui subsista de cet assaut fut dérobé en 1834 dans un soulèvement anticlérical qui vit la disparition des ordres religieux au Portugal.

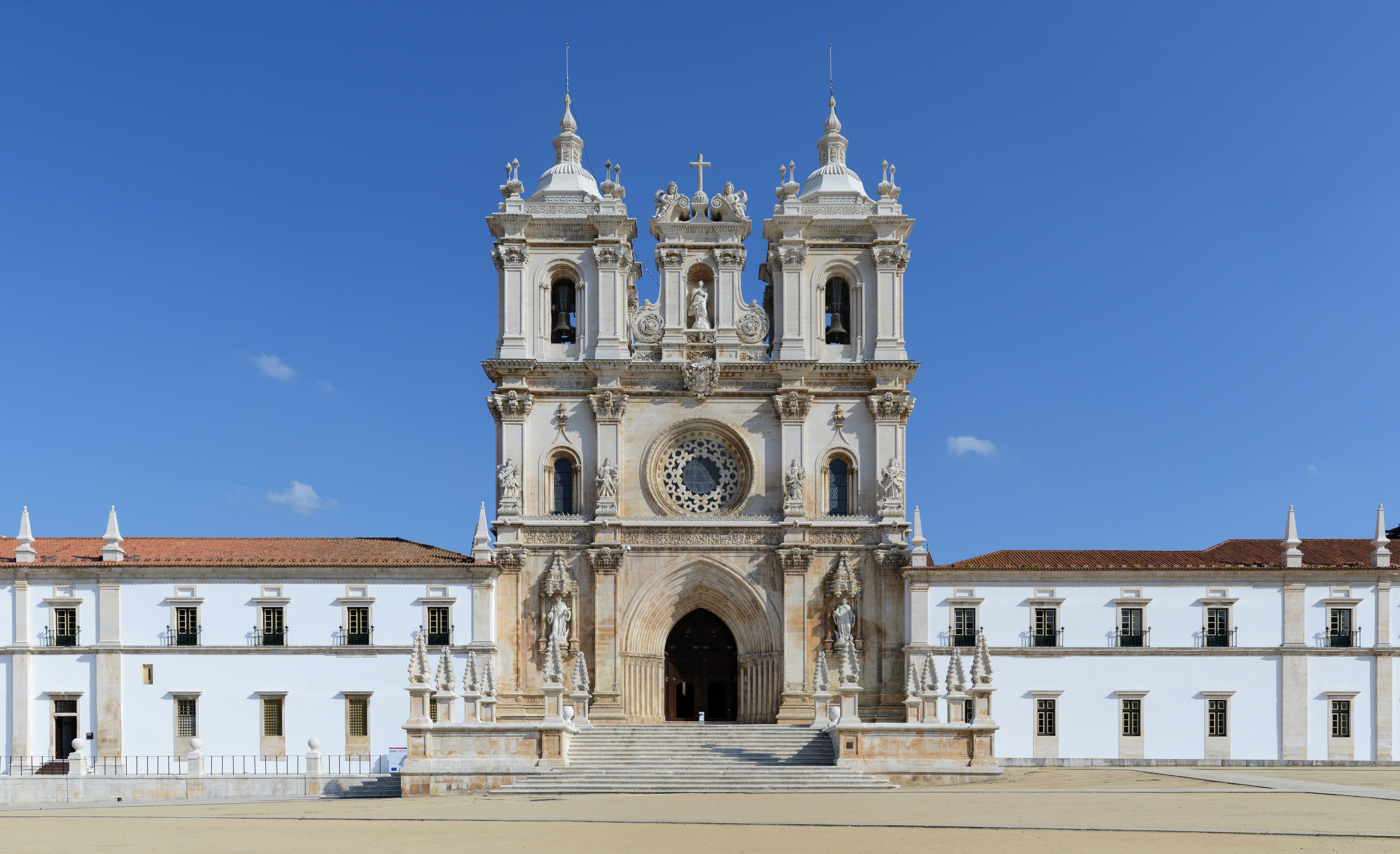
Façade de l'abbaye d'Alcobaça. Octobre 2021.
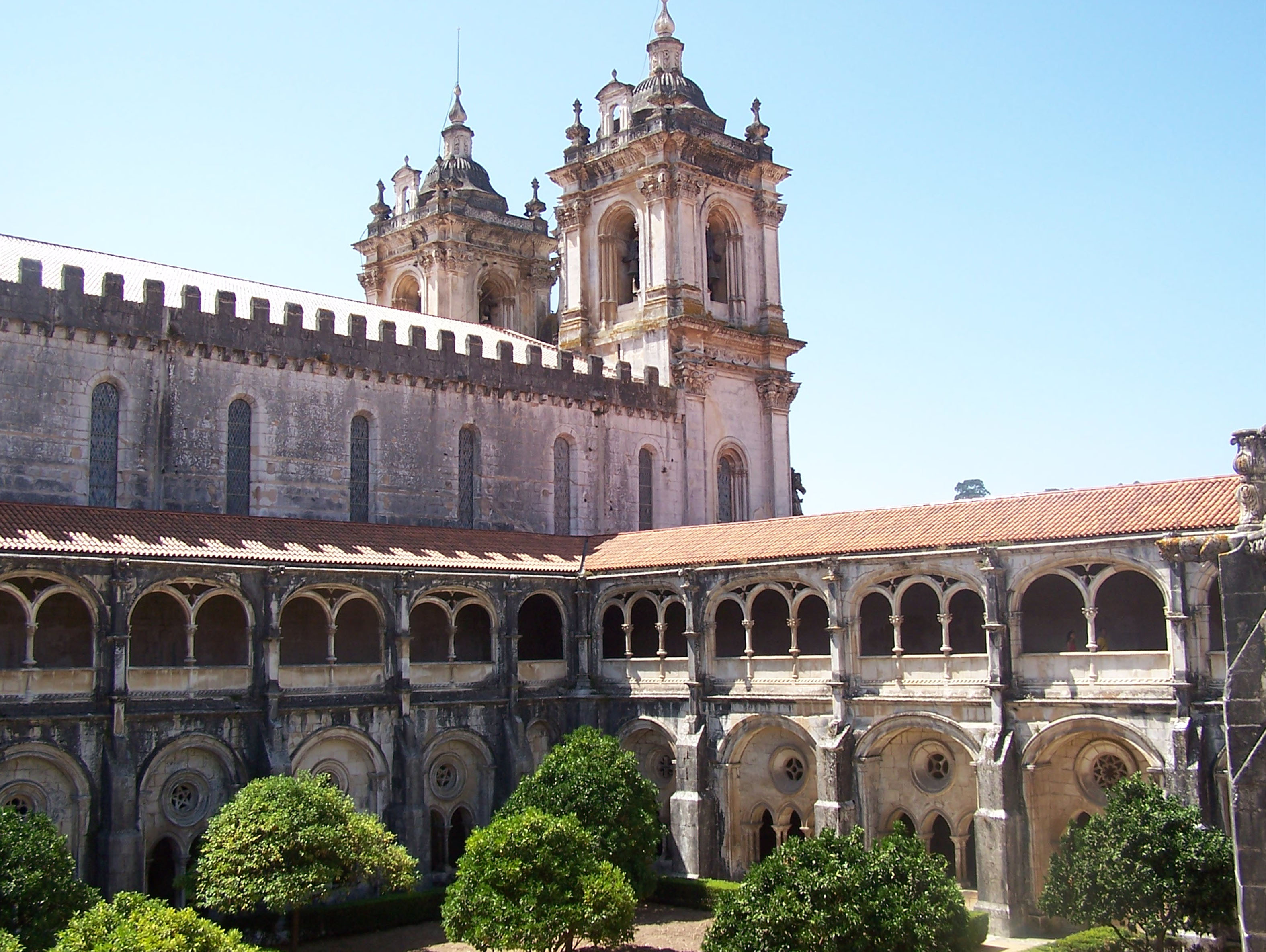
Le cloître.
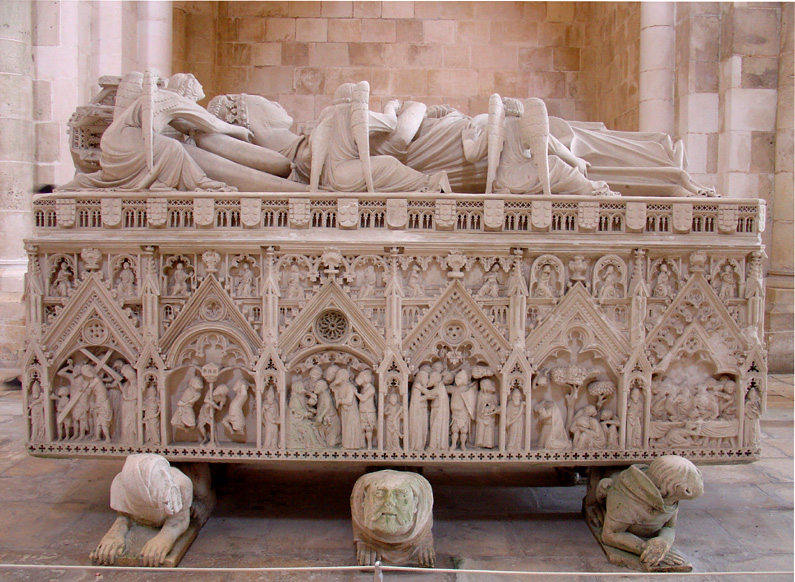
Tombeau d'Inês de Castro.
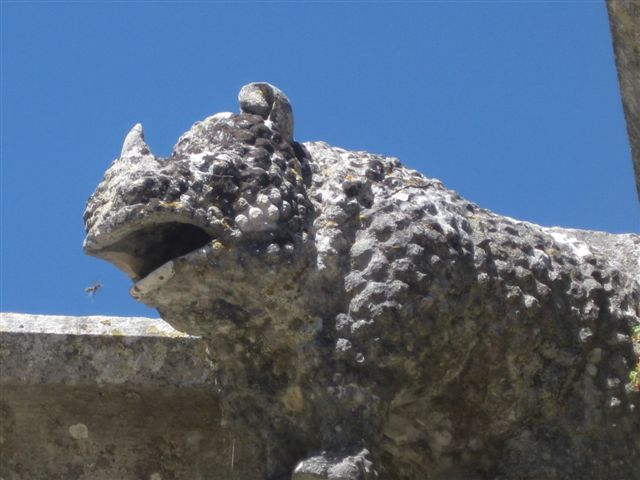
Gargouille rhinocéros du cloître du silence.

On trouve dans l’église abbatiale les tombeaux du roi Pierre Ier (Pedro Ier) et sa maîtresse Inès de Castro. Très jeune, Pedro avait dû épouser, sur ordres de son père, Constanza, l’infante de Castille. Cette dernière mourut cependant cinq ans après le mariage, ce qui permit à Dom Pedro de s’évader avec sa maîtresse dans la ville de Coimbra. Son père, le roi Alfonso IV, croyant que la famille d’Inès était une menace pour son royaume, la fit exécuter le 7 janvier 1355. Dom Pedro attendit la mort de son père pour se venger des exécuteurs en leur faisant arracher le cœur en sa présence. Puis, il déclara qu’il avait épousé Inès lors d’une cérémonie secrète précédant sa mort, à Bragança, et il fit exhumer le corps de sa femme afin qu’elle fût reconnue comme reine. D'après la légende, il aurait présenté le corps embaumé d’Inès avec une couronne sur la tête et exigé que tous les courtisans s’agenouillassent individuellement et baisassent la main de la reine. Aujourd’hui, leurs tombes, dont les décors sculptés sont d'une rare beauté, se font face dans le transept de l’église d’Alcobaça, de telle manière, dit-on, que le jour du jugement dernier, la première vision du roi Pedro soit celle de sa bien-aimée Inès. Leurs amours tragiques ont inspiré toute une tradition littéraire, depuis Luís de Camões, et Velez de Guevara, jusqu'à Henry de Montherlant avec sa pièce de théâtre La Reine morte.

## Souverains inhumés
1. Alphonse II de Portugal, roi de Portugal (23 avril 1185 - 25 mars 1223) -  (fils de Sanche Ier de Portugal)
2. Urraque de Castille (1185-1220) (28 mai 1187 - 3 novembre 1220) -  (épouse d'Alphonse II de Portugal)
3. Alphonse III de Portugal, roi de Portugal (5 mai 1210 - 16 février 1279) -  (fils d'Alphonse II de Portugal)
4. Béatrice de Castille (1242-1303) (1242 - 27 octobre 1303) -  (2e épouse d'Alphonse III de Portugal)
5. Infante Sanche de Portugal (2 février 1264 - 1302) -  (fille d'Alphonse III de Portugal)
6. Pierre Ier de Portugal, roi de Portugal (8 avril 1320 - 18 janvier 1367) -  (fils d'Alphonse IV de Portugal)
7. Inés de Castro (1325 - 7 janvier 1355) -  (2e épouse de Pierre Ier de Portugal)

### Articles liés
- Couvent de l'ordre du Christ
- Monastère de Batalha
- Monastère de la Sainte-Croix de Coïmbre
- Alcobaça
- Azulejos
- Sanctuaire de Notre-Dame de Fatima